# ロメダ・霧島
ロメダ霧島（ろめだきりしま）とは、2003年に製作された斎藤玲子監督の映画作品『アニムスアニマ』に登場するキャラクターで、森本勉が扮して演じるドラァグクイーンのキャラクター。また映画クレジットなどでは森本勉の名前はなく、ロメダ霧島で名義になっている。

## 概要
森本勉が演じるロメダさんという、昭和風の少しおせっかいで、おっちょこちょいというキャラクターの設定は、斎藤監督と森本が当時大変気に入っており、本作品に限らず斎藤作品の映画の中や斎藤監督関係のイベントでもたびたび登場し演じていた。
2004年「第7回函館港イルミナシオン映画祭シナリオ大賞」で短編部門グランプリを受賞した森田剛行のシナリオを映画化した『ノーパンツ・ガールズ』（園子温監督、月川翔監督、斉藤玲子監督）の斉藤玲子監督編の映画にも登場している。こちらも森本勉の名前クレジットはなくロメダ霧島名義になっている。
| スタブアイコン | サブスタブ | この項目は、まだ閲覧者の調べものの参照としては役立たない、映画に関連した書きかけの項目です。この項目を加筆・訂正などしてくださる協力者を求めています（P:映画/PJ:映画）。 |